# Rochefort-en-Valdaine
Rochefort-en-Valdaine is een gemeente in het Franse departement Drôme (regio Auvergne-Rhône-Alpes) en telt 304 inwoners (1999). De plaats maakt deel uit van het arrondissement Nyons.

## Geografie
De oppervlakte van Rochefort-en-Valdaine bedraagt 12,9 km², de bevolkingsdichtheid is 23,6 inwoners per km².

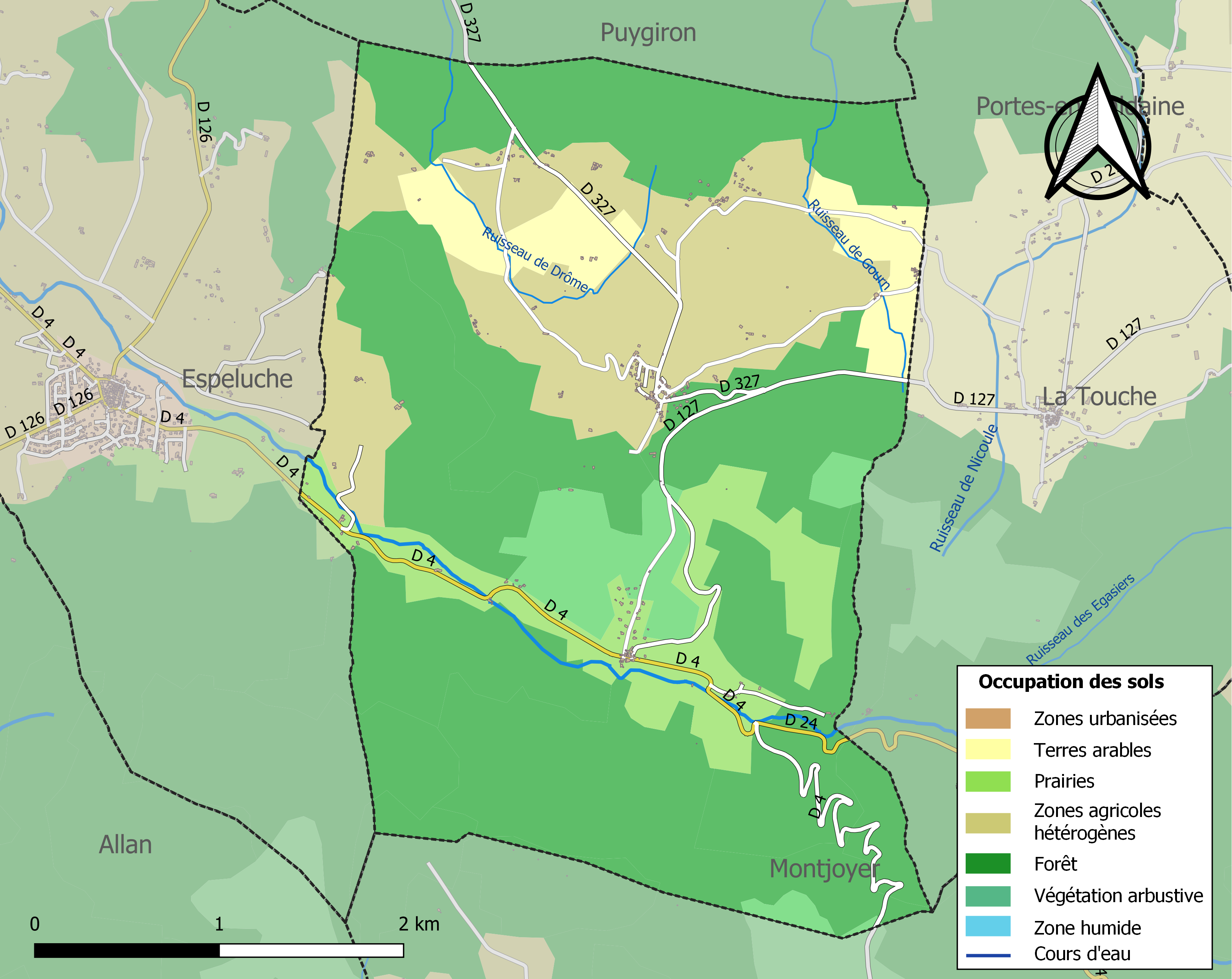
Kaart van de gemeente met belangrijkste infrastructuur, bodemgebruik en omliggende gemeenten

## Demografie
Onderstaande figuur toont het verloop van het inwonertal (bron: INSEE-tellingen).

1. ↑  Populations de référence 2022.